# 桂米紫
桂 米紫（かつら べいし）は上方落語の名跡。
- 初代桂米紫 - 後∶二代目桂米喬
- 二代目桂米紫 - 後∶三代目桂鹽鯛
- 三代目桂米紫 - 本項にて記述。
- 四代目桂米紫 - 当代

三代目 桂米紫（1927年6月26日 - 1995年6月15日）は、三代目桂米朝の一番弟子。本名∶斎田 昭造。享年67。

## 経歴
出身は京都油小路五条。逓信講習所から3年間の陸軍衛生兵として働いた。
1958年、3代目桂米朝に入門し、桂けんじ。1959年に3代目米紫に改名し千日劇場で落語家として初舞台。晩年は上方落語協会の事務局担当専務理事長となり裏方に回った。大阪知事表彰受賞。よく「豆屋」などをやっていた。出囃子は『勧進帳』。